# Nelliella arctata
Nelliella arctata är en mossdjursart som beskrevs av Harmer 1926. Nelliella arctata ingår i släktet Nelliella och familjen Quadricellariidae. Inga underarter finns listade i Catalogue of Life.